# Guillaume Lekeu

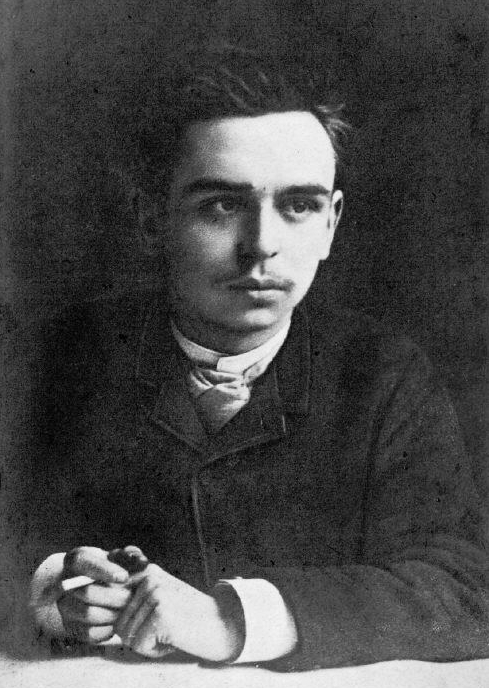
Guillaume Lekeu

Jean Joseph Nicolas Guillaume Lekeu (Verviers, 20 gennaio 1870 – Angers, 21 gennaio 1894) è stato un compositore belga.

## Vita
Il compositore vallone ricevette le prime lezioni di musica dal direttore del conservatorio di musica di Verviers. Nel 1879, i genitori si trasferirono a Poitiers, dove Lekeu frequentò il liceo continuando da autodidatta i suoi studi musicali. È a Poitiers che compose le sue prime opere, all'età di 15 anni.
Nel 1888 la famiglia si stabilì a Parigi, dove Lekeu divenne allievo di César Franck e, alla morte di questo, di Vincent d'Indy.
Nel 1891 arrivò secondo al concorso per il Prix de Rome belga con la cantata Andromeda. Il celebre virtuoso di violino Eugène Ysaÿe gli chiese di comporre una sonata per pianoforte e violino che eseguì nel marzo 1893, sonata che costituisce l'opera più nota del compositore. Lekeu morì di tifo, si dice, dopo aver gustato un sorbetto preparato con acqua infetta, all'età di 24 anni, lasciando incompiuto al secondo movimento il quartetto con pianoforte, completato poi da Vincent d'Indy. È sepolto nel cimitero di Heusy, presso Verviers.

## Opere
Lekeu ha scritto una cinquantina di composizioni, la maggior parte inedita. La sua opera è influenzata da César Franck, Beethoven e Wagner.
- Andante con variazioni (1885)
- Marcia d'Ofelia (1887)
- Prélude pour Barbarine (1889)
- Primo studio sinfonico (1889)
- Secondo studio sinfonico (1889)
- Trio con pianoforte
- Adagio per quartetto d'orchestra (1891)
- Tre poemi per canto e pianoforte (1892)
- Fantasia su due arie popolari dell'Angiò (1892)